# Оперативно-стратегічне угруповання військ «Північ»
Оперативно-стратегічне угруповання військ «Північ» (ОСУВ «Північ») — тимчасове об'єднання Сил оборони України, створене під час відбиття російської збройної агресії у 2022 році у Північній операційній зоні (ділянка державного кордону з Білоруссю (Волинський, Поліський, Сіверський та Слобожанський напрямки) та з Росією).
Станом на 2025 рік ОСУВ «Північ» розформоване.

## Історія
Оперативно-стратегічне угруповання військ «Північ» було сформовано навесні 2022 року. До його складу увійшли оперативне угруповання військ «Волинь», угруповання сил і засобів оборони міста Київ (УСЗО м. Київ), оперативне угруповання військ «Сіверськ» та оперативно-тактичне угруповання «Суми». У червні 2022 року ОУВ «Сіверськ» було переформовано в ОУВ «Чернігів».
ОСУВ «Північ» межує на півдні з ОСУВ «Хортиця».
З боку ЗС РФ ОСУВ «Північ» протистоять або протистояли: Збройні сили Білорусі та окремі підрозділи Збройних сил російської федерації в прикордонних районах Брянської і Курської областей.

## Склад
До складу ОСУВ «Північ» входили:
- ОТУ «Волинь»[6]
- УСЗО м. Київ
- ОУВ «Чернігів»[7]
- ОТУ «Суми»

## Командування
- до 2024: генерал-майор Наєв Сергій Іванович[8]